# Scotopteryx nigrita
Scotopteryx nigrita är en fjärilsart som beskrevs av Barend J. Lempke 1950. Scotopteryx nigrita ingår i släktet backmätare, och familjen mätare. Inga underarter finns listade.